# Síliqua (moeda)

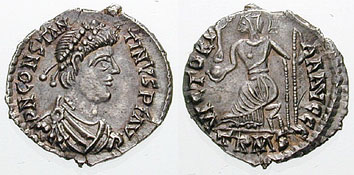
Síliqua do usurpador Constantino III r.

Síliqua (em latim: Siliqua; lit. "quilate"; pl.: Siliquae) é um termo moderno atribuído por numismatas a moedas de prata finas e leves produzidas pelo Império Romano nos séculos IV e V. Quando estiveram em circulação, a palavra latina síliqua era uma unidade de peso definida como 1⁄24 de peso de um soldo romano. O termo síliqua provém de siliqua graeca, uma semente de alfarrobeira, que no sistema de peso romano é equivalente a ⅙ de um escrópulo (1⁄1728 de uma libra romana ou aproximadamente 0,19 gramas).
| “ | Siliqua vicesima quarta pars solidi est, ab arbore, cuius semen est, vocabulum tenens. Uma síliqua é um-vinte e quatro de um soldo [moeda] e o nome é tomado da semente de uma árvore | ” |
|   | — Isidoro de Sevilha, Etymologiarum libri XX, Liber XVI, 25.. |   |